# Lễ hội Dożynki
Lễ hội Dożynki hay còn gọi là lễ hội Thu hoạch, đây là một lễ hội dân gian của những người nông dân nhằm thể hiện sự biết ơn Chúa đã mang đến một mùa vụ bội thu và bày tỏ hy vọng một mùa vụ tương tự cho những năm tới.

## Lịch sử
Phong tục này, bắt nguồn từ bộ lạc Slav và Baltic, ở nhiều vùng khác nhau của Ba Lan được gọi là phong tục vùng cao, cắt tỉa, vòng hoa, vành, vòng tròn. Trong Opole Silesia được gọi là lễ hội thu hoạch. Lễ hội thu hoạch có lẽ liên quan chủ yếu đến việc sùng bái thực vật và cây cối, sau đó với nền nông nghiệp chính. Với sự phát triển của nền kinh tế trang trại vào thế kỷ 16, các lễ hội thu hoạch đã được tổ chức ở các điền trang. Họ đã tổ chức cho các thợ gặt như một phần thưởng cho công việc được thực hiện khi thu hoạch và sau thu hoạch. Nghi thức này bắt nguồn từ thời tiền Kitô giáo rơi vào thời điểm mùa thu (23 tháng 9). Hiện nay, thường được tổ chức vào một trong những Chủ nhật hoặc Thứ bảy vào tháng 8 hoặc tháng 9 sau khi kết thúc vụ thu hoạch.

## Trình tự

### Cắt hạt lúa cuối cùng
Bắt đầu mỗi lễ hội Dożynki được đánh dấu bằng thời điểm những vụ mùa cuối cùng được thu hoạch từ các cánh đồng. Về cơ bản, nghi thức đầu tiên được coi là bắt đầu của lễ kỷ niệm là một nghi thức cắt của những hạt lúa cuối cùng từ các cánh đồng.
Mỗi năm, một phần nhỏ của những hạt lúa trông khỏe mạnh đã bị bỏ lại trên các cánh đồng bởi những người thu hoạch để chuẩn bị cho buổi lễ đó. Nó đã được chọn trong một phần có thể nhìn thấy của cánh đồng, thường là gần một con đường hoặc một con đường, và nó được trang trí bằng hoa và lá xanh, như thể cộng đồng muốn tự hào: công việc của chúng tôi đã hoàn thành, cánh đồng đã sẵn sàng, chúng tôi Đang chuẩn bị cho Dożynki.
Nông dân nghỉ ngơi một ngày hoặc vài ngày sau mùa thu hoạch kéo dài hàng tuần và khi mọi người đã sẵn sàng cho các lễ hội, họ quay trở lại cánh đồng đã chọn để thực hiện một loạt các nghi thức liên quan đến người điếc cuối cùng, khác nhau ở chi tiết giữa các khu vực nhất định của Ba Lan.

### Làm vòng hoa nghi lễ
Các nghệ nhân ở các cộng đồng nông thôn đã chuẩn bị một vòng hoa, kết hợp với những bông lúa cuối cùng được cắt từ những cánh đồng vào công trình. Điều đó có nghĩa là để đảm bảo sự liên tục tốt của vụ thu hoạch trong năm tới. Vòng hoa được trang trí bằng hoa, ngũ cốc, trái cây, thảo mộc - tất cả các hàng hóa quan trọng nhất được thu thập trong mùa thu hoạch.
Các vòng hoa có nhiều hình dạng và hình dạng khu vực, và thậm chí có thể có các hình thức rất điêu khắc (như hình của Đức Thánh Mẫu, Đại bàng Ba Lan, vương miện hoặc các hình thức quan trọng khác tại thời điểm cộng đồng tạo ra). Chúng có rất nhiều hình thức và kích cỡ khác nhau.
Các vòng hoa thường đạt kích thước thực sự đáng kinh ngạc, và được xây dựng xung quanh một công trình hỗ trợ làm từ gỗ hoặc kim loại cho phép tạo ra các tác phẩm điêu khắc có kích thước lớn hơn. Chúng có thể đạt chiều cao khoảng 3 mét (9,8 feet). Chiều cao mong muốn nhất thường là khoảng 2 mét (6,5 feet), cao hơn chiều cao trung bình của một người đàn ông. Nó có một phong tục cổ xưa xuất phát từ thời tiền Kitô giáo.
Xây dựng các vòng hoa rất chính xác và chu đáo, thường được lên kế hoạch nhiều tháng trước khi thu hoạch.

### Rước kiệu
Dożynki thường được tổ chức dưới sự bảo trợ mang tính biểu tượng của chính quyền địa phương.
Những người ở phía trước của đám rước được gọi là przodownicy (bắt nguồn từ przodować) - để lãnh đạo, thường là những người có vị trí nhất định trong cộng đồng nông thôn hoặc những người được khen thưởng vì đã làm việc chăm chỉ. Họ mặc quần áo đẹp nhất của họ, và có vinh dự được tiếp cận các chủ đất với hàng hóa họ mang theo. Đằng sau họ đã đi cả cộng đồng, mang theo các công cụ của họ như liềm và bó hoa và thảo mộc.
Đầu tiên, đoàn rước đã đến một nhà thờ địa phương để ban phước. Chỉ sau đó đến dwór (trang viên). Trong cuộc rước họ đã hát những bài hát trong đó các chủ đề định kỳ chính là công việc khó khăn hoàn thành trên các cánh đồng và dự đoán cho bữa tiệc sắp tới với thức ăn và đồ uống bổ ích.
Chủ nhà đã đợi họ ở hiên nhà, và được tặng ổ bánh mì tươi từ przodownicy và được tặng vòng hoa.
Lễ thường được tổ chức gần dwór, trong sân nhà thờ nơi chuẩn bị bàn dài và ghế dài, hoặc bên trong phòng lớn hơn. Cả cộng đồng được mời tham dự một bữa tiệc - lễ kỷ niệm độc đáo khi nông dân và chủ nhà ngồi và uống cùng nhau. Sau đó, những người trẻ tuổi đã đến một karczma địa phương (nhà trọ hoặc quán rượu) và nhảy cho đến khi bình minh.
Việc bãi bỏ chế độ nông nô đã thay đổi cấu trúc của các cộng đồng nông thôn. Vào cuối thế kỷ 19, ngày càng có nhiều nơi ở Ba Lan tổ chức Dożynki đơn giản bởi một số người nông dân giàu nhất từ một ngôi làng. Mỗi làng có phong tục riêng liên quan đến truyền thống này. Trong quá trình công nghiệp hóa thế kỷ 19 và 20, phong tục cuối cùng đã bắt đầu lụi tàn ở nhiều khu vực không còn tập trung vào nông nghiệp.

## Thư viện ảnh

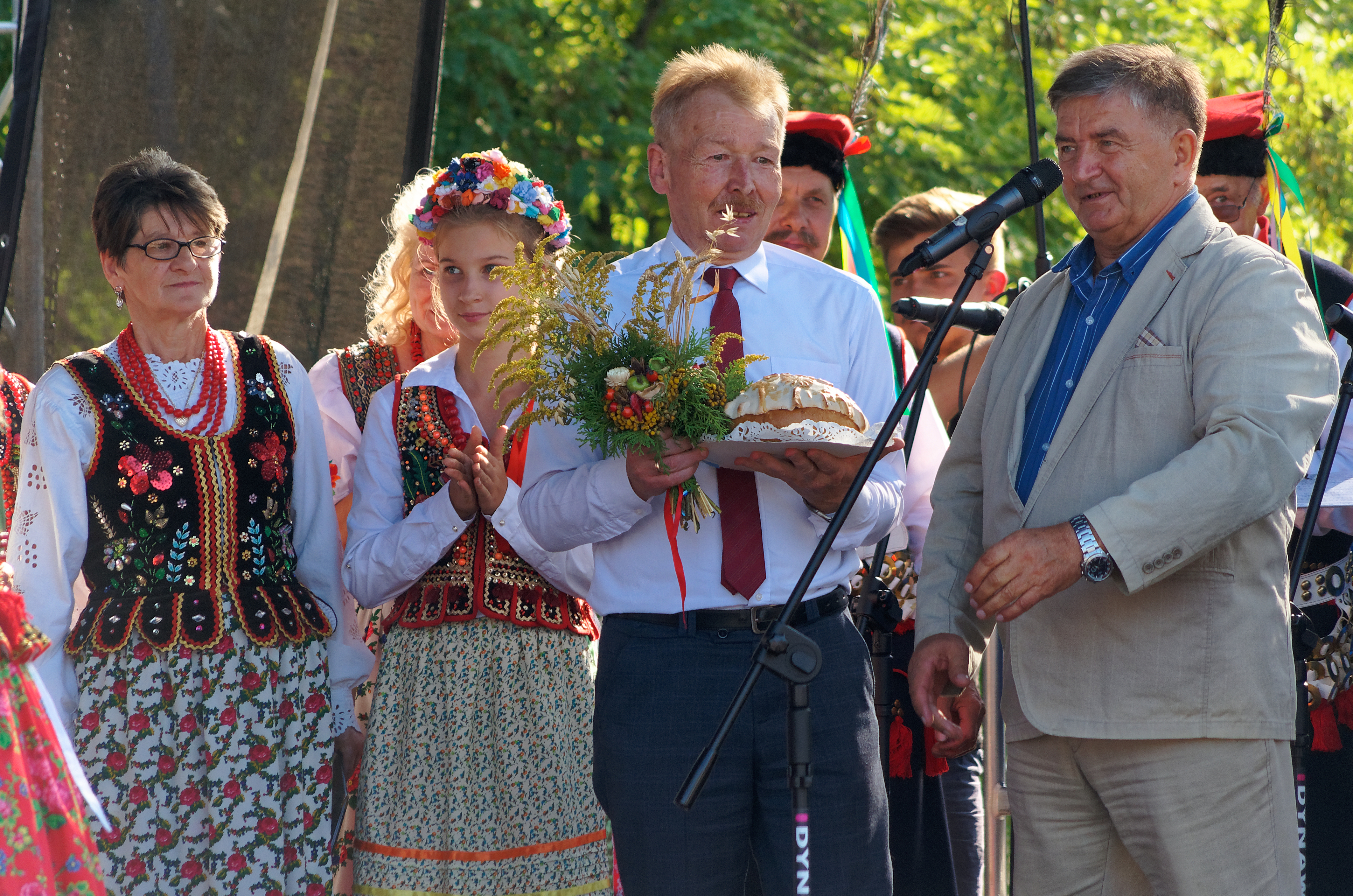
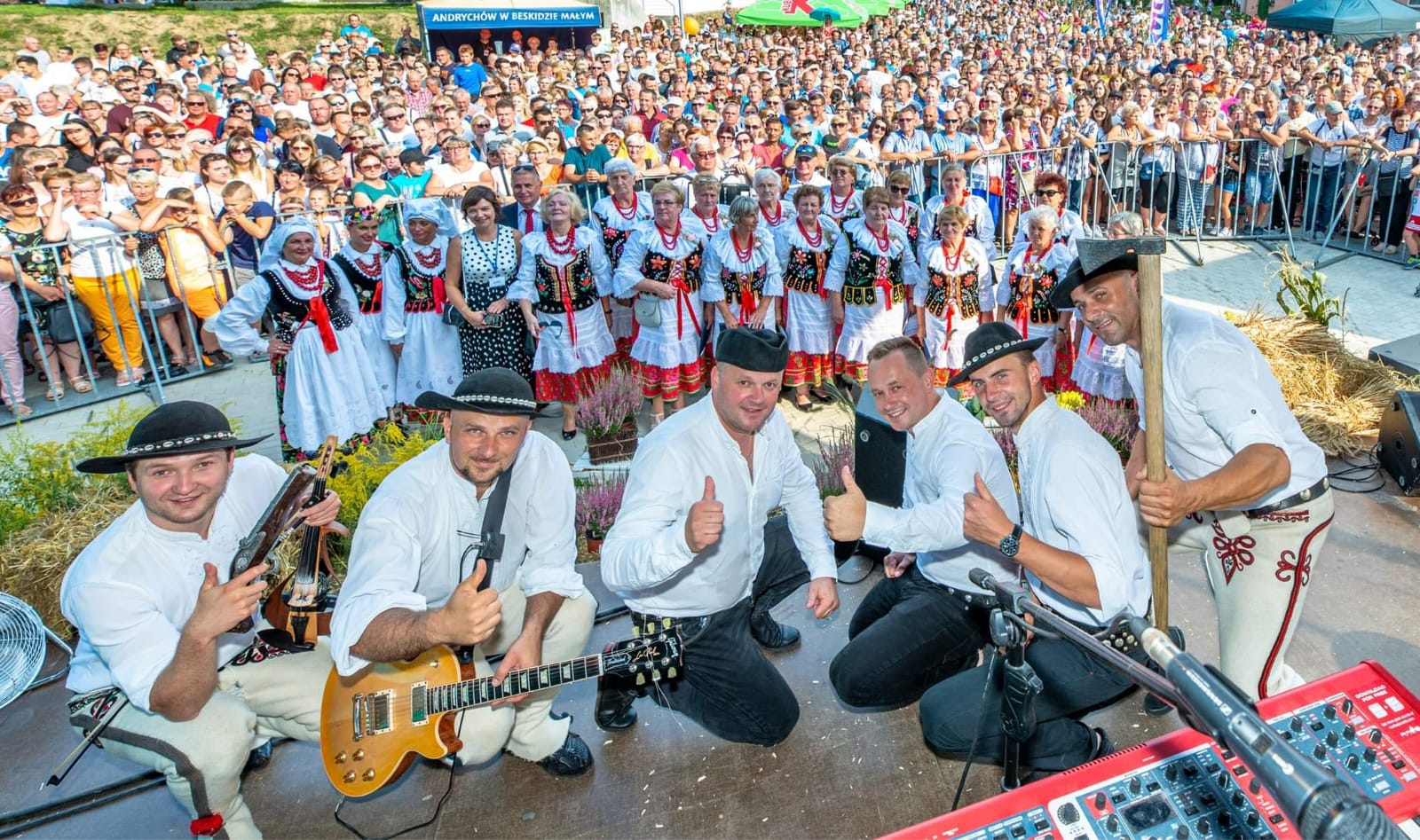
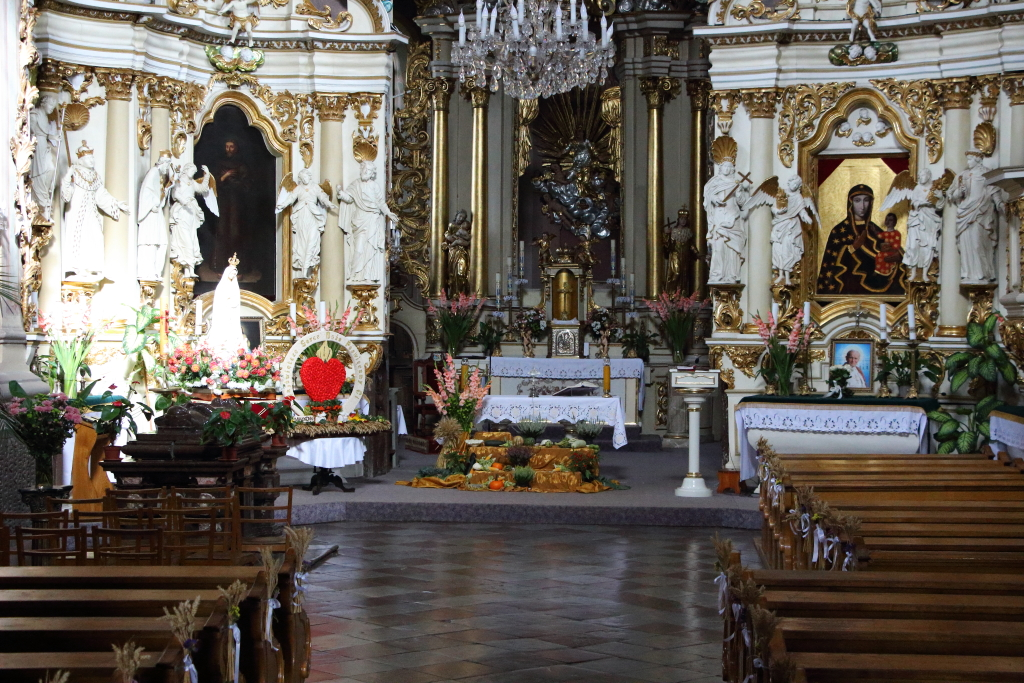
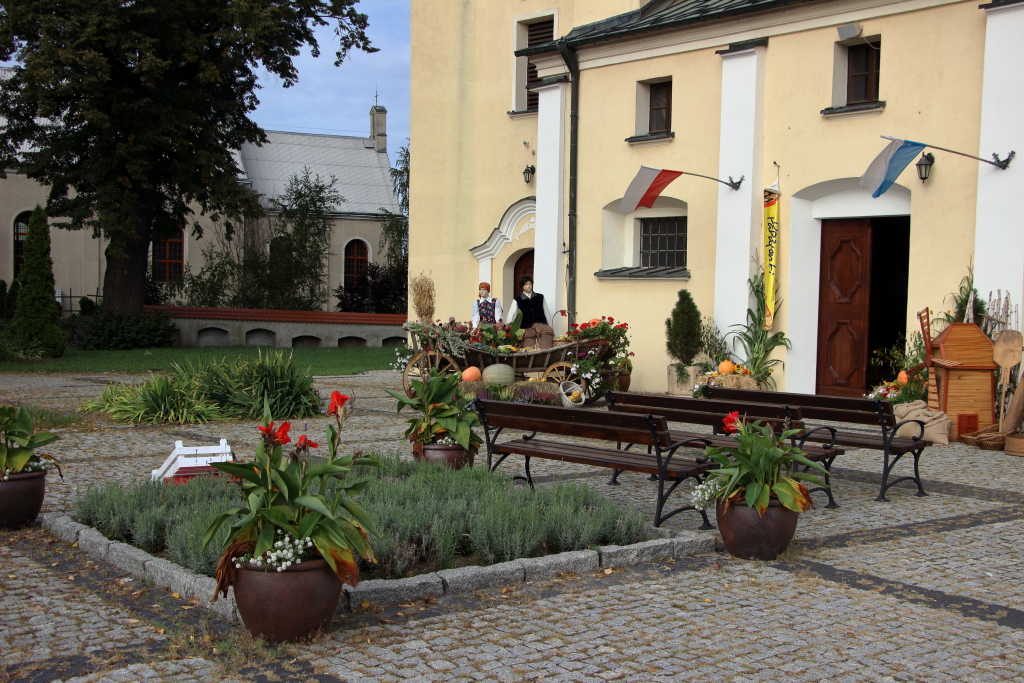
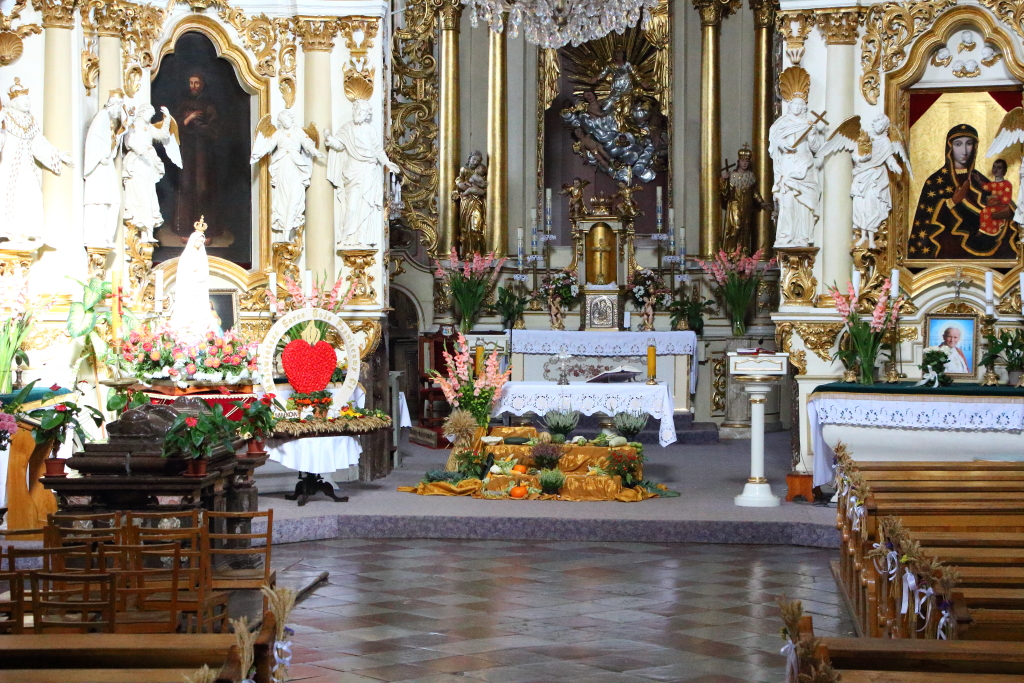
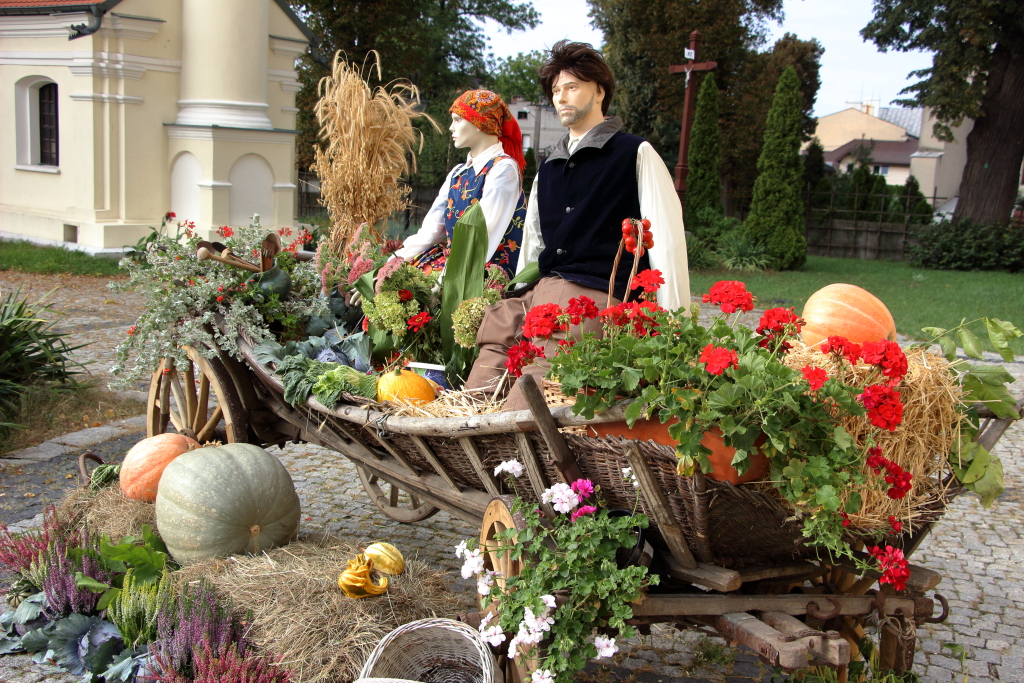
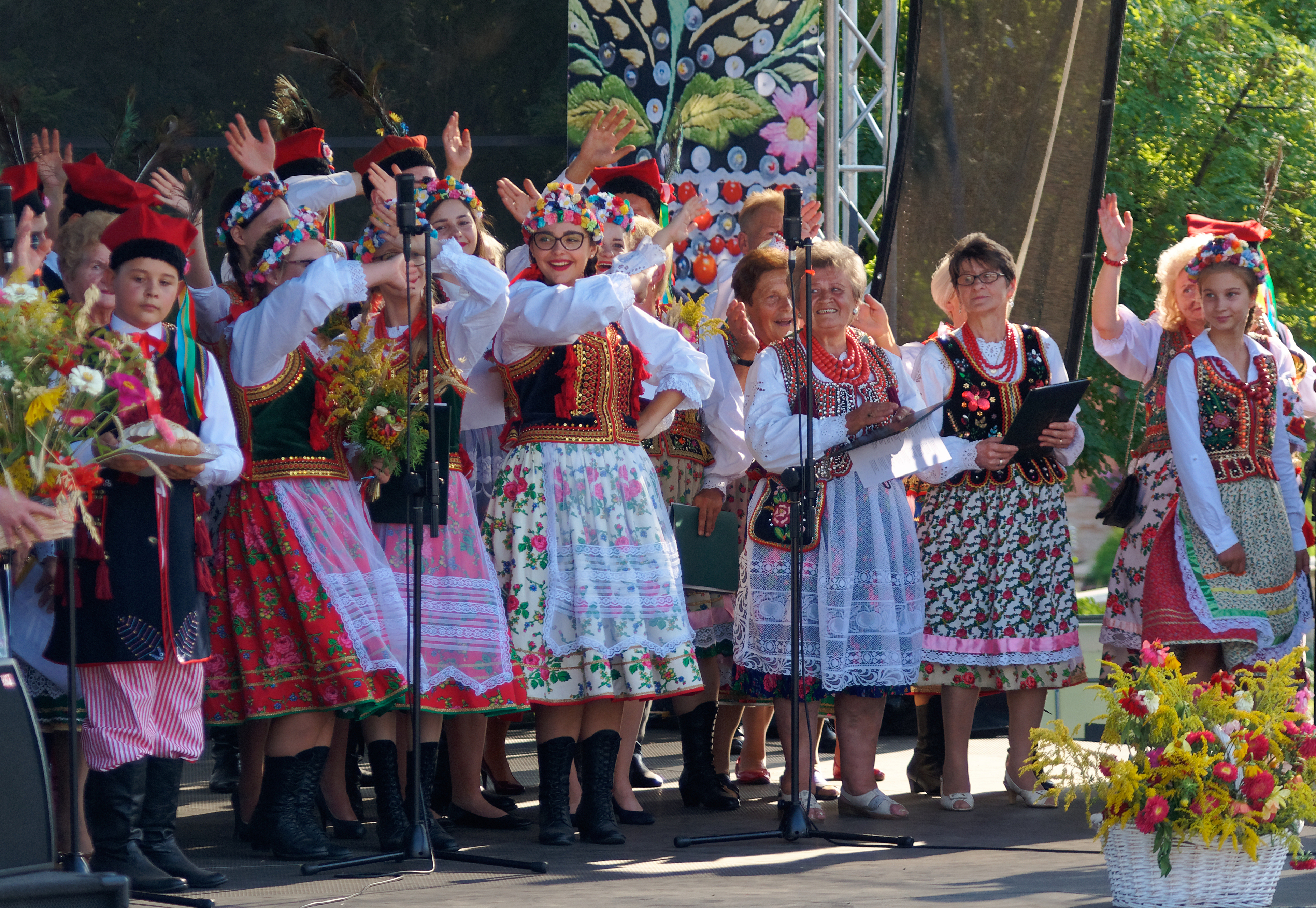